# Saint-Sauveur (Gironde)
Pour les articles homonymes, voir Saint-Sauveur.
Saint-Sauveur est une commune du Sud-Ouest de la France, située dans le département de la Gironde, en région Nouvelle-Aquitaine.

## Géographie

### Localisation

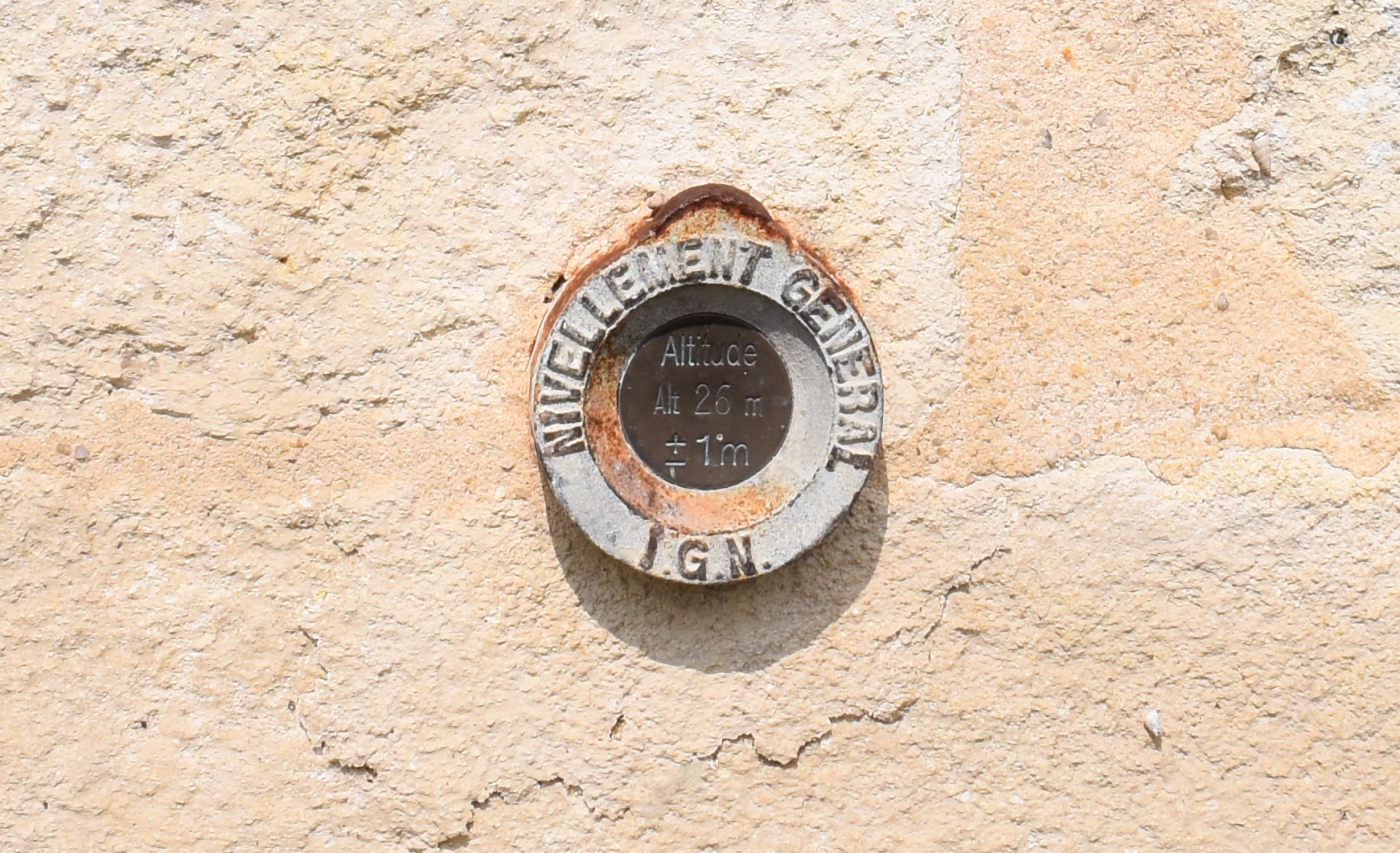
Borne de nivellement sur l'église - Altitude 26 m.

Commune située dans le vignoble de l’appellation haut-médoc.
Le centre du village était desservi par la Lébade, l'ancien grand chemin qui reliait le nord du Médoc à Bordeaux.

### Communes limitrophes
Les communes limitrophes en sont Cissac-Médoc du nord-ouest au nord, Pauillac à l'est et Saint-Laurent-Médoc au sud.
|  | Cissac-Médoc        |          |
|  | Saint-Sauveur       | Pauillac |
|  | Saint-Laurent-Médoc |          |

Représentations cartographiques de la commune
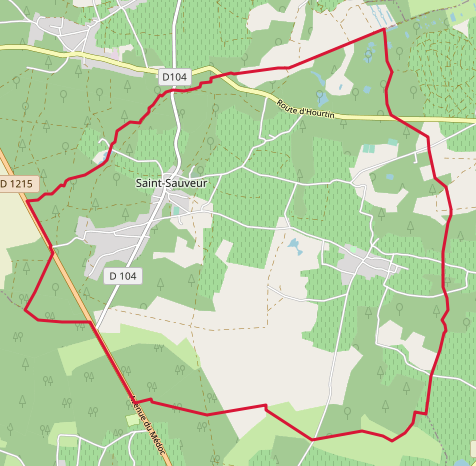
Carte OpenStreetMap.
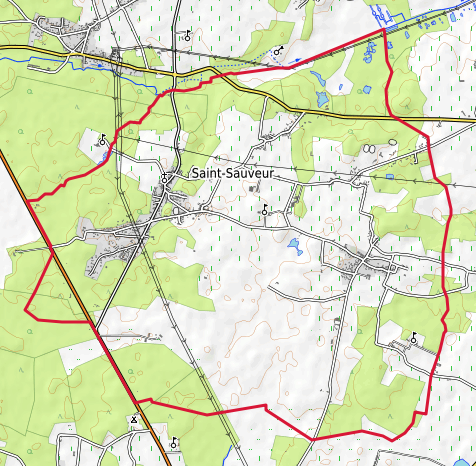
Carte topographique.
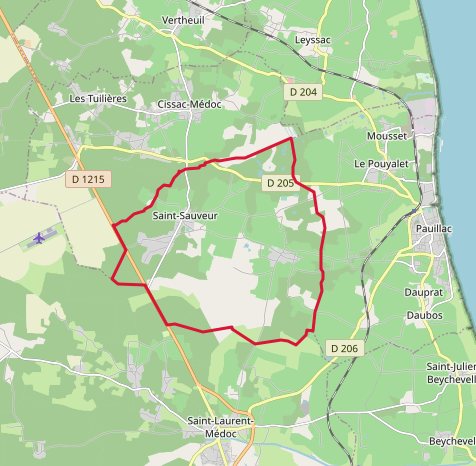
Carte avec les communes environnantes.

### Climat
Pour des articles plus généraux, voir Climat de la Nouvelle-Aquitaine et Climat de la Gironde.
Historiquement, la commune est exposée à un climat océanique aquitain.
En 2020, Météo-France publie une typologie des climats de la France métropolitaine dans laquelle la commune est exposée à un climat océanique et est dans la région climatique  Littoral charentais et aquitain, caractérisée par une pluviométrie élevée en automne et en hiver, un bon ensoleillement, des hiver doux (6,5 °C), soumis à la brise de mer.
Pour la période 1971-2000, la température annuelle moyenne est de 12,8 °C, avec une amplitude thermique annuelle de 14,1 °C. Le cumul annuel moyen de précipitations est de 944 mm, avec 12,6 jours de précipitations en janvier et 6,8 jours en juillet. Pour la période 1991-2020, la température moyenne annuelle observée sur la station météorologique la plus proche, située sur la commune de Pauillac à 6,66 km à vol d'oiseau, est de 14,0 °C et le cumul annuel moyen de précipitations est de 857,0 mm,. Pour l'avenir, les paramètres climatiques de la commune estimés pour 2050 selon différents scénarios d’émission de gaz à effet de serre sont consultables sur un site dédié publié par Météo-France en novembre 2022.

## Urbanisme

### Typologie
Au 1er janvier 2024, Saint-Sauveur est catégorisée commune rurale à habitat dispersé, selon la nouvelle grille communale de densité à sept niveaux définie par l'Insee en 2022.
Elle est située hors unité urbaine. Par ailleurs la commune fait partie de l'aire d'attraction de Pauillac, dont elle est une commune de la couronne,. Cette aire, qui regroupe 5 communes, est catégorisée dans les aires de moins de 50 000 habitants,.

### Occupation des sols

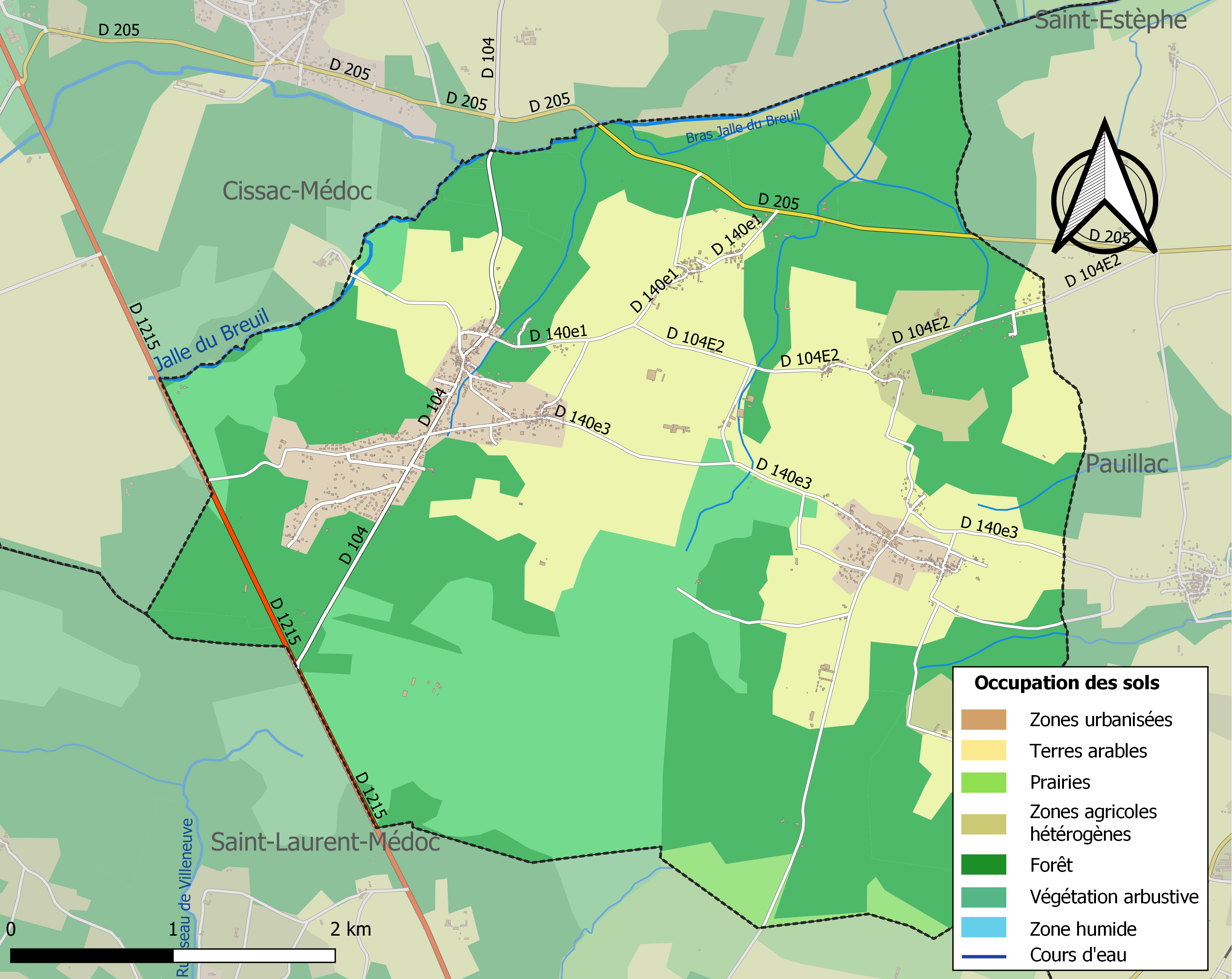
Carte des infrastructures et de l'occupation des sols de la commune en 2018 (CLC).

L'occupation des sols de la commune, telle qu'elle ressort de la base de données européenne d’occupation biophysique des sols Corine Land Cover (CLC), est marquée par l'importance des forêts et milieux semi-naturels (62,1 % en 2018), une proportion sensiblement équivalente à celle de 1990 (62 %). La répartition détaillée en 2018 est la suivante : 
forêts (43,6 %), cultures permanentes (27,4 %), milieux à végétation arbustive et/ou herbacée (18,5 %), zones urbanisées (5,2 %), zones agricoles hétérogènes (3,9 %), prairies (1,5 %).

### Risques majeurs
Le territoire de la commune de Saint-Sauveur est vulnérable à différents aléas naturels : météorologiques (tempête, orage, neige, grand froid, canicule ou sécheresse), inondations, feux de forêts et séisme (sismicité très faible). Il est également exposé à un risque technologique, le risque nucléaire. Un site publié par le BRGM permet d'évaluer simplement et rapidement les risques d'un bien localisé soit par son adresse soit par le numéro de sa parcelle.

#### Risques naturels
Certaines parties du territoire communal sont susceptibles d’être affectées par le risque d’inondation par débordement de cours d'eau, notamment la Jalle du Breuil et . La commune a été reconnue en état de catastrophe naturelle au titre des dommages causés par les inondations et coulées de boue survenues en 1982, 1999 et 2009,.
Saint-Sauveur est exposée au risque de feu de forêt. Depuis le 20 avril 2016, les départements de la Gironde, des Landes et de Lot-et-Garonne disposent d’un règlement interdépartemental de protection de la forêt contre les incendies. Ce règlement vise à mieux prévenir les incendies de forêt, à faciliter les interventions des services et à limiter les conséquences, que ce soit par le débroussaillement, la limitation de l’apport du feu ou la réglementation des activités en forêt. Il définit en particulier cinq niveaux de vigilance croissants auxquels sont associés différentes mesures,.

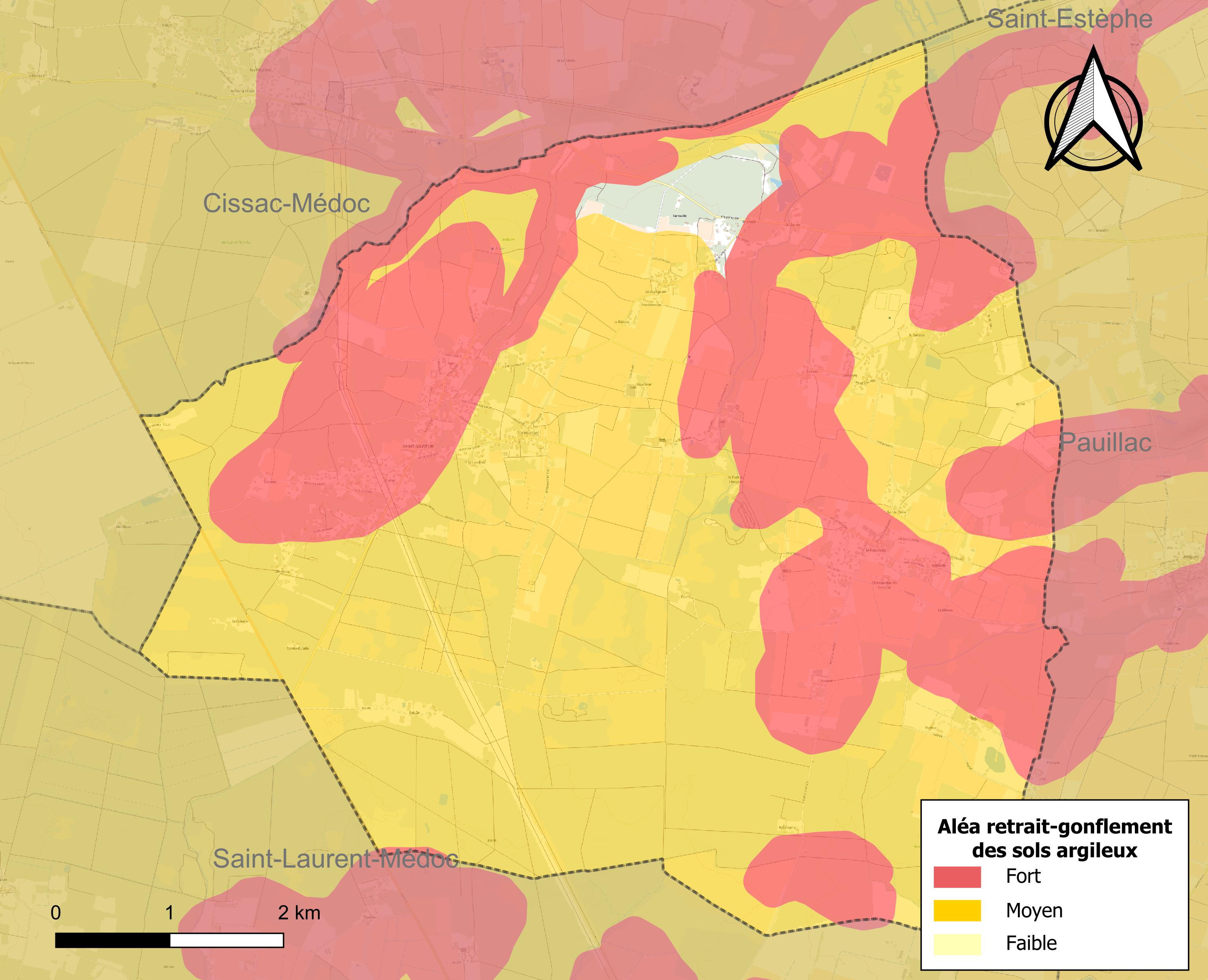
Carte des zones d'aléa retrait-gonflement des sols argileux de Saint-Sauveur.

Le retrait-gonflement des sols argileux est susceptible d'engendrer des dommages importants aux bâtiments en cas d’alternance de périodes de sécheresse et de pluie. 97,9 % de la superficie communale est en aléa moyen ou fort (67,4 % au niveau départemental et 48,5 % au niveau national). Sur les 620 bâtiments dénombrés sur la commune en 2019, 610 sont en aléa moyen ou fort, soit 98 %, à comparer aux 84 % au niveau départemental et 54 % au niveau national. Une cartographie de l'exposition du territoire national au retrait gonflement des sols argileux est disponible sur le site du BRGM,.
Concernant les mouvements de terrains, la commune a été reconnue en état de catastrophe naturelle au titre des dommages causés par la sécheresse en 2003 et 2011 et par des mouvements de terrain en 1999.

#### Risques technologiques
La commune étant située totalement dans le périmètre du plan particulier d'intervention (PPI) de 20 km autour de la centrale nucléaire du Blayais, elle est exposée au risque nucléaire. En cas d'accident nucléaire, une alerte est donnée par différents médias (sirène, sms, radio, véhicules). Dès l'alerte, les personnes habitant dans le périmètre de 2 km se mettent à l'abri. Les personnes habitant dans le périmètre de 20 km peuvent être amenées, sur ordre du préfet, à évacuer et ingérer des comprimés d’iode stable,,.

## Toponymie
Le nom de la commune évoque le Sauveur, c'est-à-dire le Christ descendu sur terre pour le salut des hommes.
En gascon, le nom de la commune est Sent Sauvador.

## Histoire
À la Révolution, la paroisse Saint-Sauveur forme la commune de Saint-Sauveur, parfois dénommée Saint-Sauveur-Médoc.

## Politique et administration
| Période                                  | Période        | Identité                                       | Étiquette | Qualité                       |
| ---------------------------------------- | -------------- | ---------------------------------------------- | --------- | ----------------------------- |
| Les données manquantes sont à compléter. |                |                                                |           |                               |
| 1801                                     | 1804           | Jean-Baptiste Cavaignac de Lalande (1765-1845) |           | Sous-préfet de Lesparre-Médoc |
|                                          |                | …                                              |           |                               |
| avant 1981                               | 1983           | Roger Fayet                                    |           |                               |
| 1983                                     | 1995           | Guy Pontet                                     | DVD       |                               |
| 1995                                     | 2001           | Guy Martin                                     | DVD       |                               |
| mars 2001                                | mars 2014      | Dominique Fouin                                | DVG       | Viticulteur                   |
| mars 2014                                | septembre 2015 | Mireille Bosq                                  | SE        | Secrétaire                    |
| septembre 2015                           | En cours       | Serge Raynaud                                  | SE        | Retraité Fonction publique    |

## Démographie

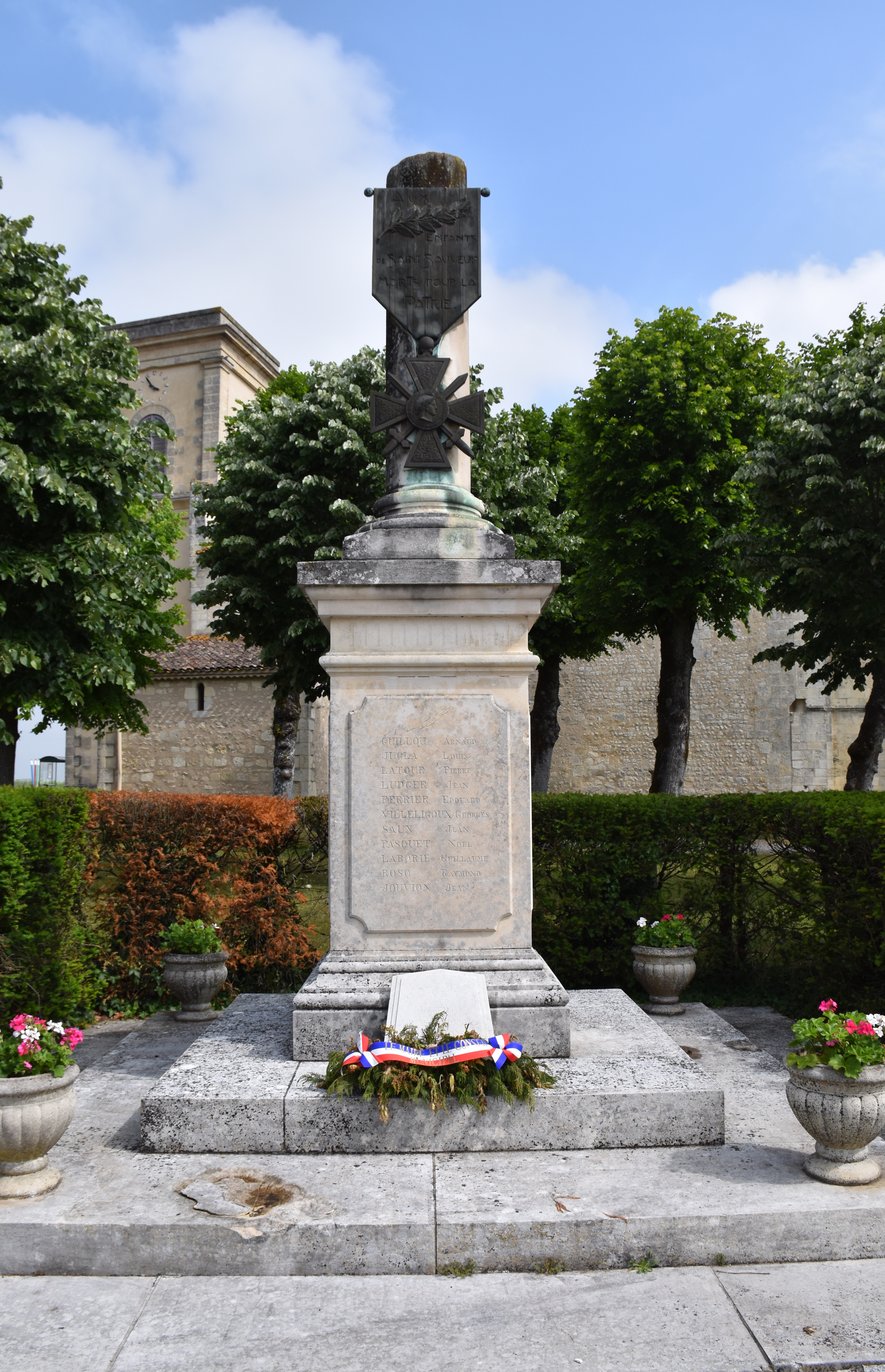
Le monument aux morts.

Les habitants sont appelés les Salvatoriens.
L'évolution du nombre d'habitants est connue à travers les recensements de la population effectués dans la commune depuis 1793. Pour les communes de moins de 10 000 habitants, une enquête de recensement portant sur toute la population est réalisée tous les cinq ans, les populations de référence des années intermédiaires étant quant à elles estimées par interpolation ou extrapolation. Pour la commune, le premier recensement exhaustif entrant dans le cadre du nouveau dispositif a été réalisé en 2005.

En 2022, la commune comptait 1 262 habitants, en évolution de −3,74 % par rapport à 2016 (Gironde : +6,91 %, France hors Mayotte : +2,11 %).
| 1793 | 1800 | 1806 | 1821 | 1831 | 1836 | 1841 | 1846 | 1851 |
| ---- | ---- | ---- | ---- | ---- | ---- | ---- | ---- | ---- |
| 608  | 498  | 625  | 674  | 629  | 638  | 782  | 793  | 847  |

| 1856 | 1861 | 1866 | 1872 | 1876 | 1881  | 1886 | 1891 | 1896  |
| ---- | ---- | ---- | ---- | ---- | ----- | ---- | ---- | ----- |
| 842  | 884  | 907  | 956  | 968  | 1 007 | 973  | 946  | 1 009 |

| 1901 | 1906 | 1911 | 1921 | 1926 | 1931 | 1936 | 1946 | 1954 |
| ---- | ---- | ---- | ---- | ---- | ---- | ---- | ---- | ---- |
| 962  | 980  | 913  | 759  | 725  | 775  | 817  | 689  | 694  |

| 1962 | 1968 | 1975 | 1982 | 1990  | 1999  | 2005  | 2006  | 2010  |
| ---- | ---- | ---- | ---- | ----- | ----- | ----- | ----- | ----- |
| 663  | 682  | 792  | 924  | 1 137 | 1 189 | 1 244 | 1 237 | 1 262 |

| 2015  | 2020  | 2022  | - | - | - | - | - | - |
| ----- | ----- | ----- | - | - | - | - | - | - |
| 1 321 | 1 265 | 1 262 | - | - | - | - | - | - |

## Culture locale et patrimoine

### Lieux et monuments
L'église Sainte-Marie de Saint-Sauveur, de style roman a été édifiée au XIIe siècle et réaménagée durant la deuxième moitié du XIXe siècle. Son clocher surmonté d'une tour a été reconstruit en 1844. L'édifice a été inscrit en 1925 au titre des monuments historiques.

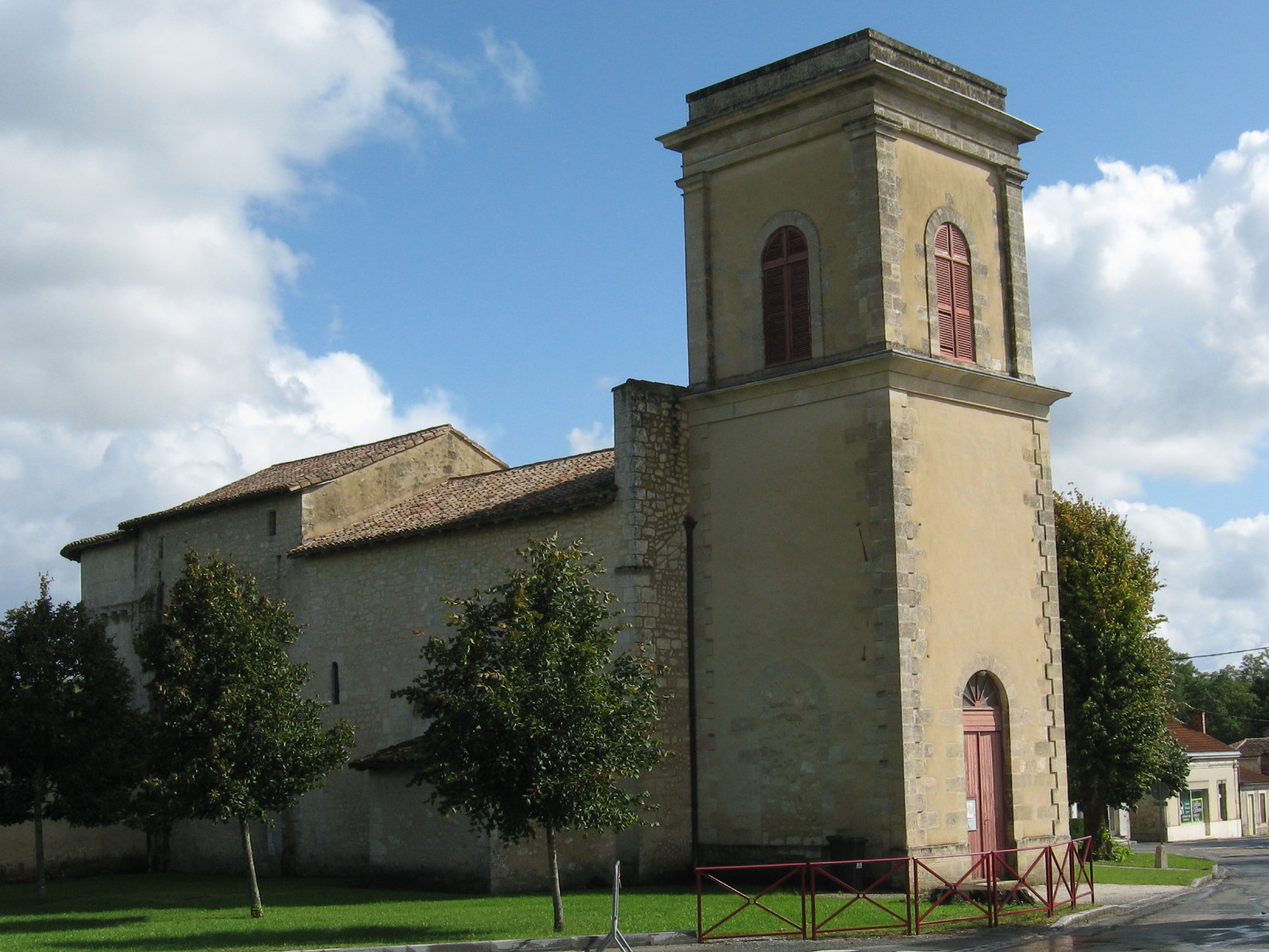
<center.
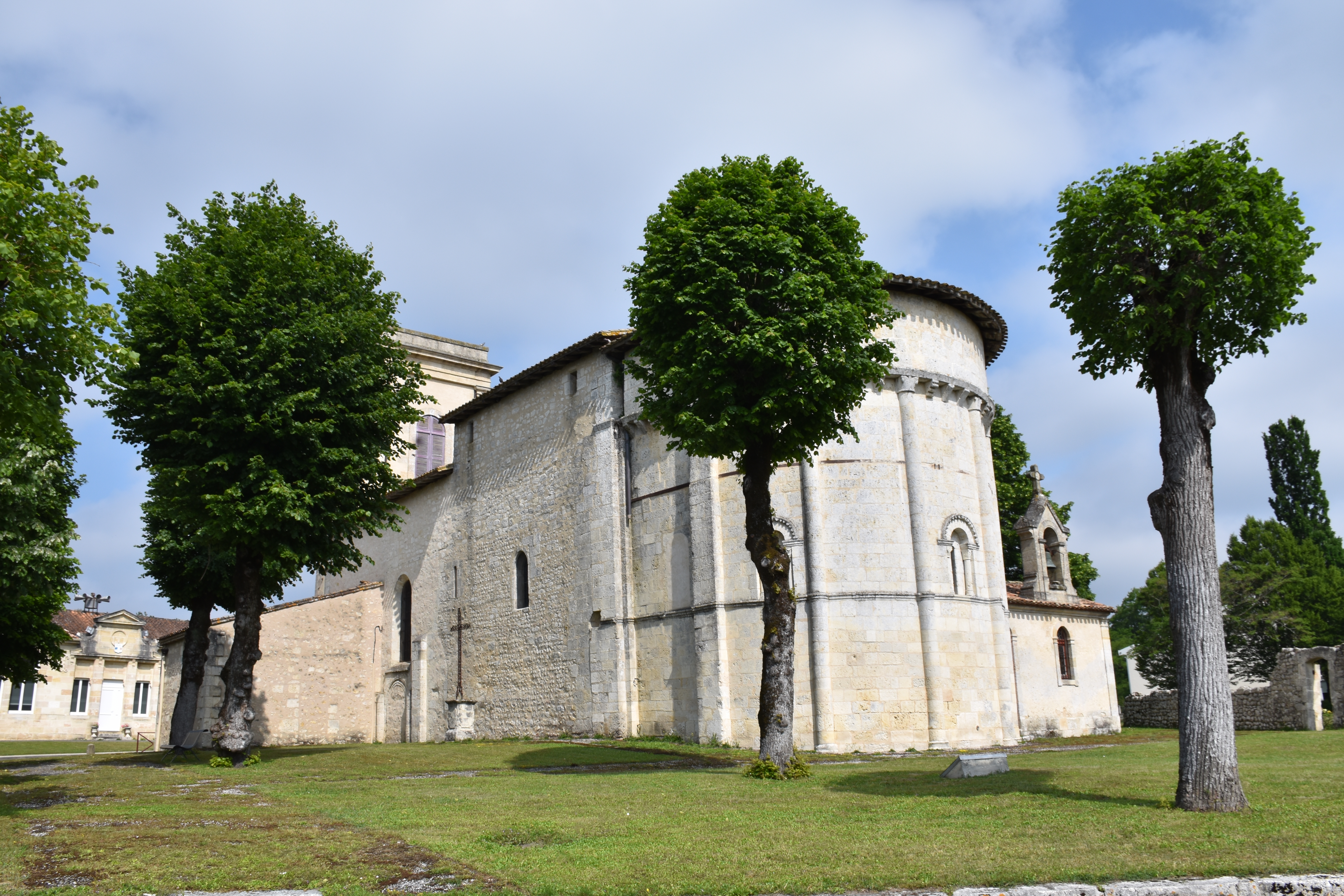
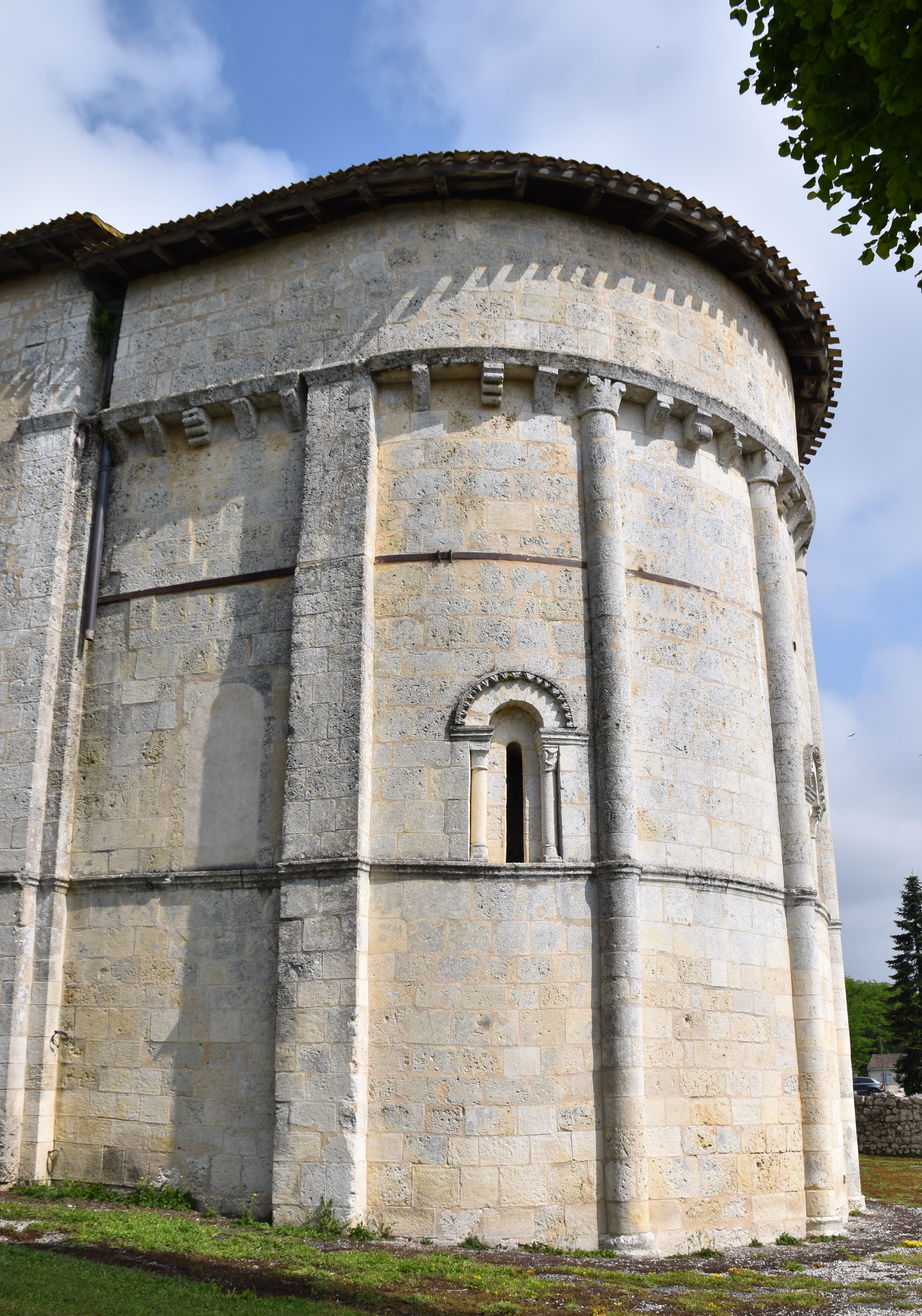
le chevet.
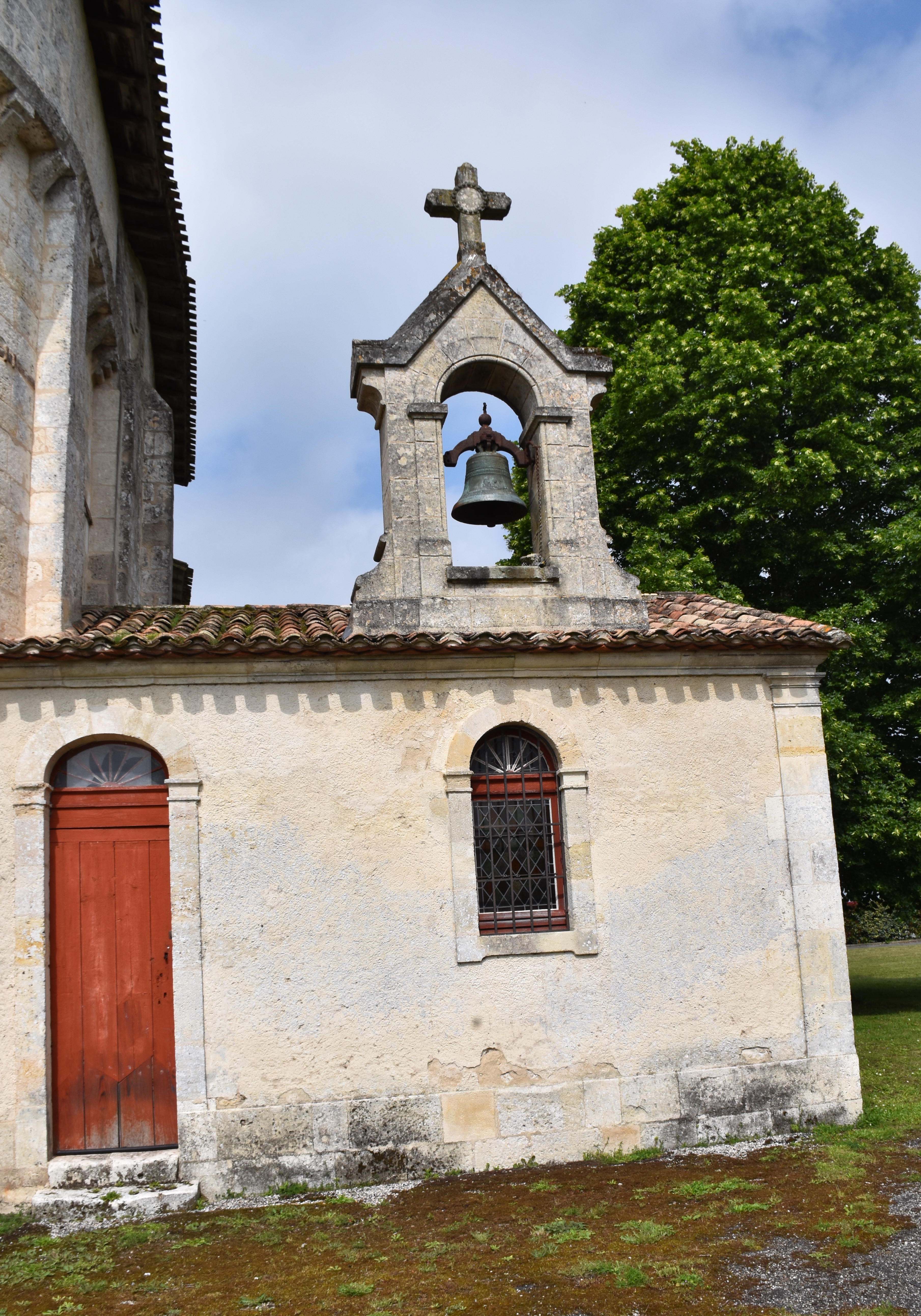
Cloche extérieure.
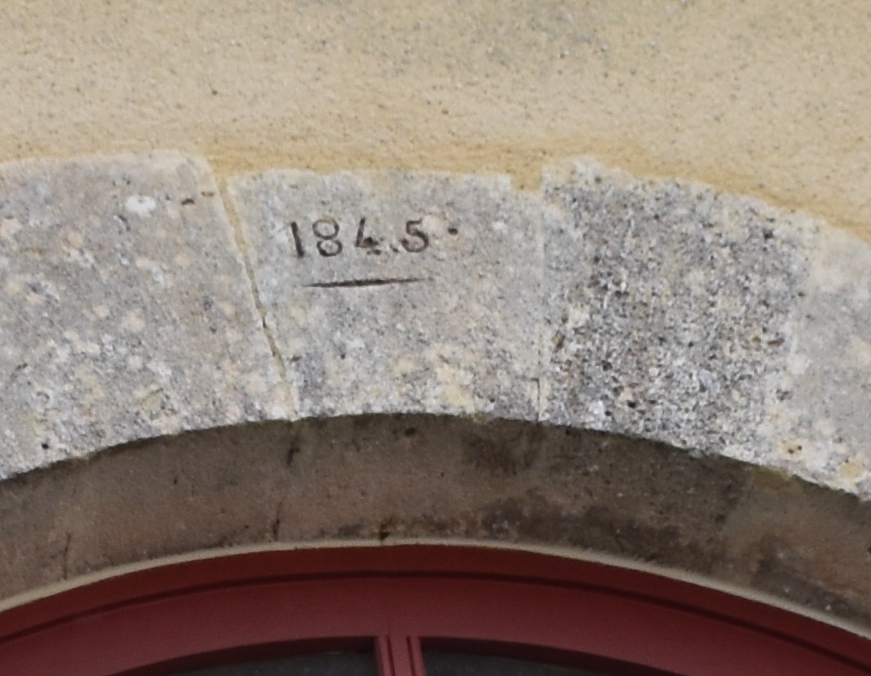
Clé de voûte portant la date de reconstruction du clocher :1845.

### Personnalités liées à la commune
- Jean-Baptiste Cavaignac de Lalande (1765-1845), maire de Saint-Sauveur (1801-1804), sous-préfet de Lesparre-Médoc.

### Héraldique
| Blason de Saint-Sauveur | Blason  | Parti, au premier de gueules au clocheton couvert en chevron d’argent d'une campane du même soutenu d’une feuille de vigne cousue de sinople mouvant du flanc senestre, au second d’argent aux deux pins au naturel soutenus d’une grappe de raisin de pourpre mouvant de flanc dextre. |
| Blason de Saint-Sauveur | Détails | Officiel, présent sur le site internet de la commune |